# Second display

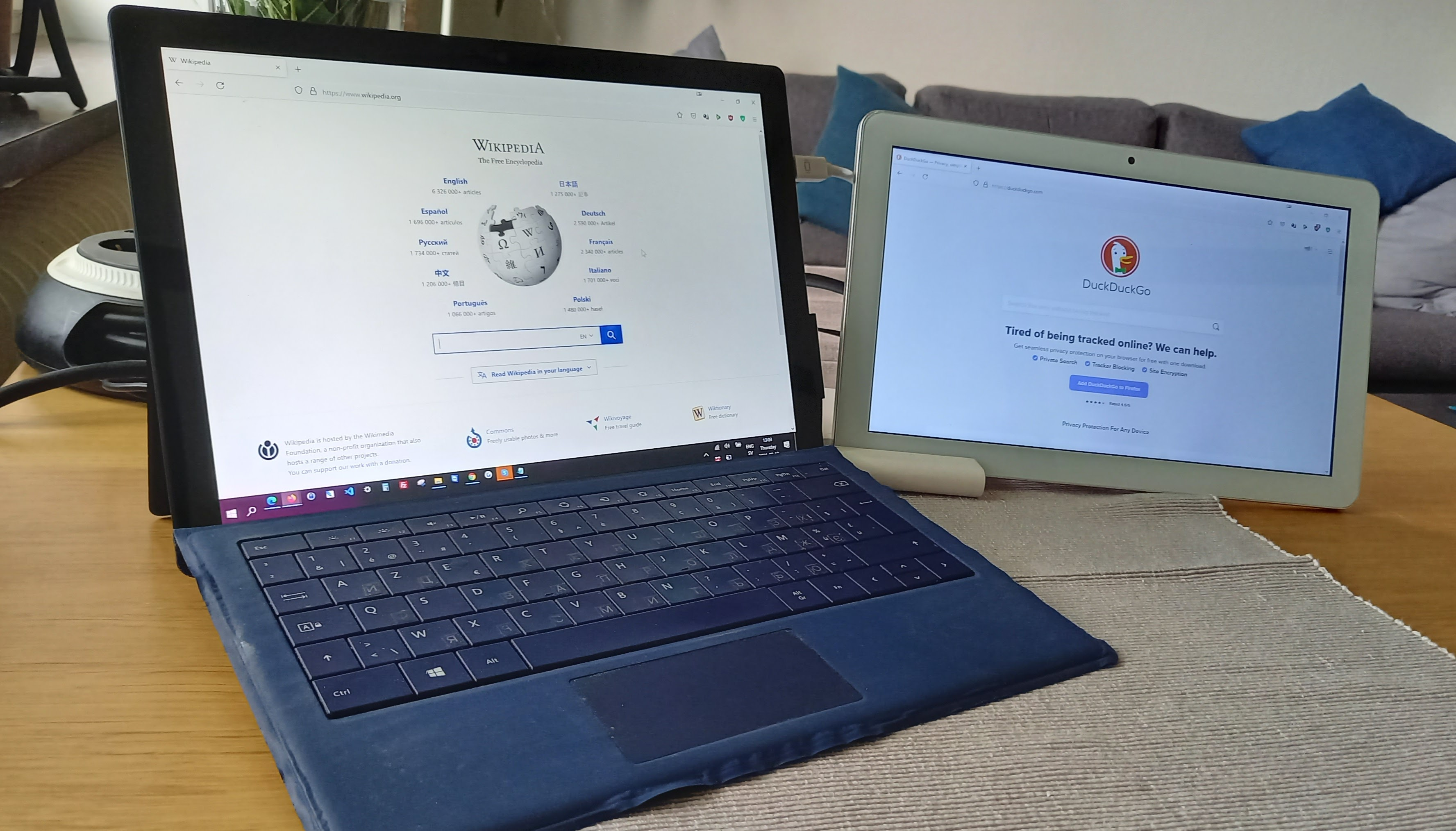
Laptop con un second display

Second display, second displays o display secundario es un nuevo término y una industria que ha surgido en la que se amplía una computadora con otro monitor de video. Puede ser, por ejemplo, una solución de software en la que se convierte un dispositivo independiente (iOS/Android) en un second display. El término second display se usa con mayor frecuencia en los medios en inglés y hay muchas formas de conectar un second display.
El término segunda pantalla también vuelve a aparecer en la prensa de minoristas, donde, por ejemplo, el periódico de la industria sueca Dagens Handel destacó el trabajo de la empresa ID24 la cual ofrece servicios de second display que realizó una encuesta entre las empresas minoristas.
En 2017, LG Electronics intentó sin éxito registrar los derechos de autor del término "second display", lo que significa que, a día de hoy, está disponible para que cualquiera lo use libremente.

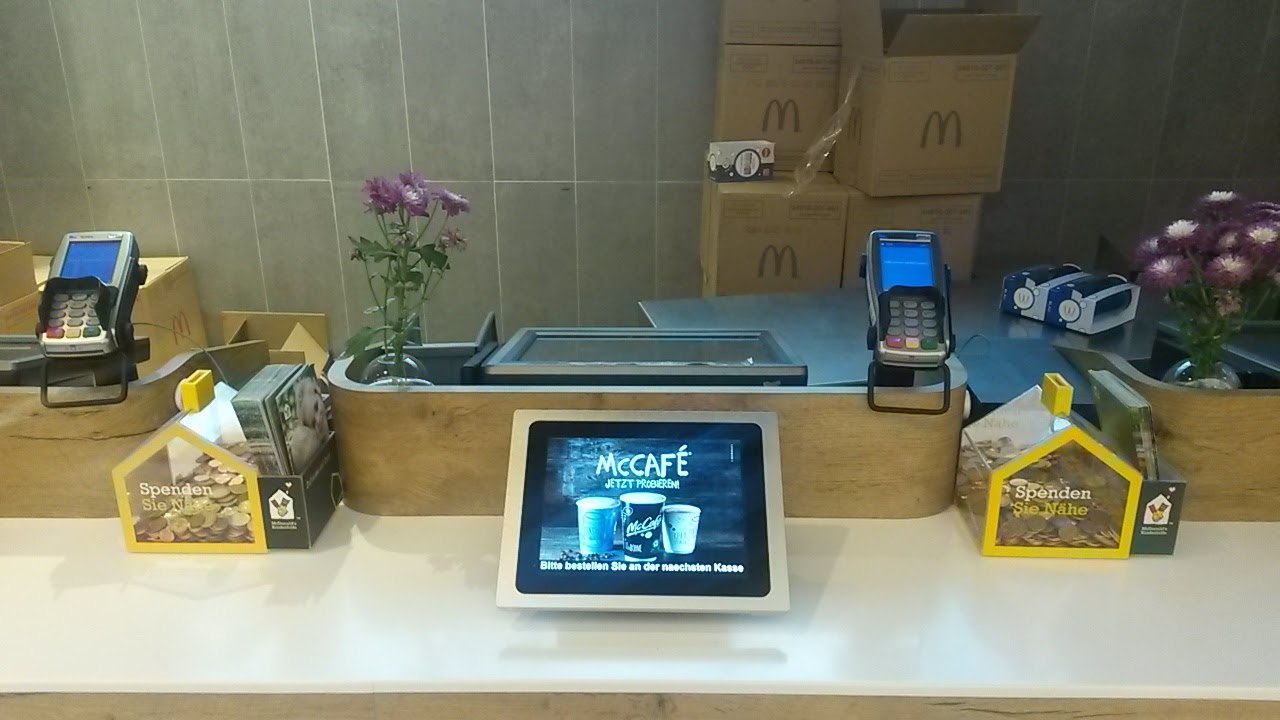
Second display en McCafé

Un second display aumenta el área disponible para mostrar imágenes, mensajes de texto o video y puede proporcionar una pantalla que permite la interacción persona-computadora. Second displays tienen una variedad de usos, por ejemplo: permitir el uso de múltiples aplicaciones, la interacción con el cliente en las tiendas o la señalización digital. 
En la actualidad, es habitual encontrar en tiendas una caja registradora con dos pantallas, una frente al personal de caja y un second display frente al cliente. Los second displays actuales han evolucionado desde ser un segundo monitor de un ordenador personal hasta tener varias funciones técnicas, como una pantalla táctil, una cámara web o incluso un escáner de código de barras en las tiendas.